# Длиннопёрая нототения
Длиннопёрая нототе́ния, или этота́ксис, или долгопёрка (лат. Aethotaxis mitopteryx) — морская, антарктическая, вторичнопелагическая лучепёрая рыба из семейства нототениевых (Nototheniidae) отряда окунеобразных (Perciformes), единственный вид в роде этотаксисов (Aethotaxis). Входит в состав подсемейства Плеураграммины (Pleuragramminae).
Впервые этот вид и род Aethotaxis были описаны в 1962 году американским ихтиологом Хью Х. ДеВиттом (англ. Hugh H. DeWitt) по голотипу — снулой самке стандартной длиной 357 мм, пойманной в дрейфующей ледяной шуге в проливе Мак-Мердо в море Росса в Восточной Антарктике. Название рода Aethotaxis происходит от латинизированных греческих слов aethes — необычный и taxis — линия и связано с необычной извилистостью верхней боковой линии. Видовой эпитет «mitopteryx» также имеет греческую этимологию — от mitos — нить или струна и pteryx — крыло и связан с наличием у рыбы сильно удлинённых передних лучей первого спинного и брюшного плавников.
Пелагический, больше придонно-пелагический, относительно крупный вид, достигающий общей длины 50 см и веса до 1 кг, тяготеющий к батиальным глубинам порядка 1000 м. До настоящего времени известен только из Восточной Антарктики, но, вероятно, имеет циркумполярно-антарктическое распространение. Согласно схеме зоогеографического районирования по донным рыбам Антарктики, предложенной А. П. Андрияшевым и А. В. Нееловым, ареал вида находится в границах западноантарктической и восточноантарктической провинций гляциальной подобласти Антарктической области.
Может встречаться в уловах донных и разноглубинных (пелагических) тралов на батиальных глубинах во внутришельфовых депрессиях шельфа Антарктиды и на континентальном склоне.

## Характеристика длиннопёрой нототении
В первом спинном плавнике 7—8 гибких колючих лучей, первые два луча нитевидно удлинены; во втором спинном плавнике 32—34 членистых луча, в анальном плавнике 30—31 членистый луч, в грудном плавнике 24—28 лучей; в брюшном плавнике второй луч нитевидно удлинён. В хвостовом плавнике 12 ветвистых лучей. Верхняя (дорсальная) боковая линия извилистая, содержит 49—54 трубчатых чешуй, в медиальной (срединной) боковой линии около 30 прободённых чешуй. Жаберная перепонка поддерживается семью бранхиостегальными лучами. Тычинки на первой жаберной дуге многочисленные, гладкие, расположены в 2 ряда; во внешнем ряду тычинки заметно удлинены и тонкие; общее число тычинок  42—51, из них в нижней части дуги — 31—37 тычинок, в верхней части — 11—15 тычинок. Общее число позвонков — 52, из них — 16 туловищных и 36 хвостовых.

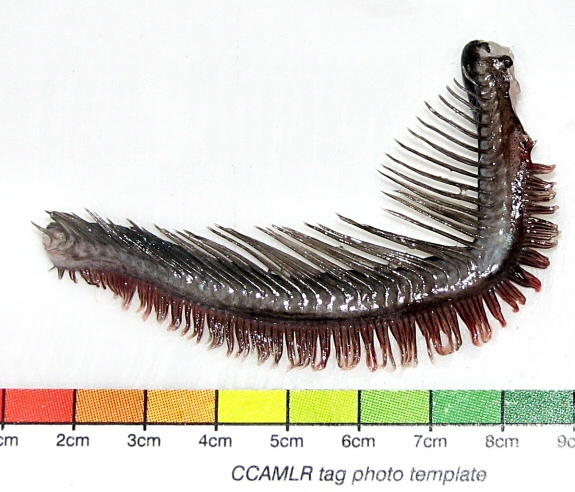
Жаберные дуги у длиннопёрой нототении почти чёрного цвета и несут многочисленные длинные зубчатые тычинки

Тело удлинённое, умеренно сжатое с боков, с достаточно рыхлыми (студенистыми) и упругими боковыми мышцами, покрытое очень тонкой, легко опадающей чешуёй. Рыло и верх головы голые; на щеках и верхней части жаберной крышки, а также в передней части туловища имеется циклоидная чешуя, в задней части туловища чешуя слабо ктеноидная. Голова умеренная в длину (около 29 % стандартной длины тела). Рыло коническое, несколько длиннее (около 9 % стандартной длины), чем диаметр орбиты. Нижняя челюсть заметно выступает вперёд. Рот большой, косой, направленный кверху. Зубы на вершинах челюстей мелкие, щетинковидные, обычно расположены в один ряд. Сошник и нёбные кости без зубов. Оба спинных плавника разделены узким междорсальным промежутком. Первый спинной плавник короткий; длина его наибольшего, второго, нитевидно вытянутого луча составляет около 35 % стандартной длины. Второй спинной и анальный плавники низкие. В брюшном плавнике длина наибольшего, второго, нитевидно вытянутого луча составляет около 39 % стандартной длины; кончик луча заходит за начало основания анального плавника. Жаберная перепонка приращена к истмусу очень узким передним участком. Жаберные тычинки внешнего ряда первой дуги очень длинные (около 5 % стандартной длины).
На голове сейсмосенсорные каналы боковой линии с очень крупными порами, имеющими характерный вид глубоких ямок.
Общая окраска тела у живых рыб (см. фото) типично пелагическая, с тёмной спинкой, боками серебристо-бело-металлического цвета и белой нижней частью тела. У фиксированных в формалине или спирте рыб окраска тела серая или буроватая. Хвостовой плавник тёмный, остальные плавники серые. Ротовая и жаберная полости тёмные, практически чёрные.

## Распространение и батиметрическое распределение
Длиннопёрая нототения известна из Восточной Антарктики, где встречается у Антарктического полуострова, у Южных Шетландских и Южных Оркнейских островов, а также в морях Уэдделла, Лазарева, Содружества, Моусона и Росса. Мезо- и батипелагический вид, обитающий в придонной пелагиали на глубинах от 390 до 1145 м. Личинки и молодь встречаются в верхнем 100-метровом слое.  Наибольшие известные уловы длиннопёрой нототении донными тралами — до 124 экземпляров за улов были отмечены в районе подводного хребта Гуннерус в море Моусона.

## Размеры
Довольно крупный вид: общая длина достигает 500 мм (432 мм стандартная длина), вес — до 920 г. Отмечено увеличение размера рыб с увеличением глубины лова. Большинство рыб, в том числе самых крупных, встречались на глубинах 950—1000 м.

## Образ жизни
Бентопелагический вид, населяющий придонную мезо- и батипелагиаль. Питается преимущественно зоопланктоном, главным образом мелкими глубоководными ракообразными — мизидами, а также такими пелагическими ракообразными, как копеподы, антарктический криль и бокоплавы.
Данных по особенности полового созревания и размножения не достаточно. В море Содружества визуальная дифференциация по полу у молоди начинается по достижении рыбами 20 см стандартной длины. При длине более 31 см начинается первичное созревание гонад у самок — переход в начало III стадии зрелости яичников, при которой гонадосоматические индексы (отношение веса гонад к весу рыбы, в процентах) составляют лишь около 1 %. Нерест в море Уэдделла, судя по появлению личинок в уловах, предположительно происходит  в конце зимы — начале весны.

## Близкие виды
В 1993 году американским ихтиологом Р. Г. Миллером (англ. Richard Gordon Miller) из вод вблизи Антарктического полуострова по неполовозрелым экземплярам (стандартной длиной не более 18,5 см) был описан подвид Aethotaxis mitopteryx pawsoni. Очевидно, необходимы дополнительные исследования для подтверждения самостоятельного статуса этой формы.
Наиболее филогенетически близкими видами к длиннопёрой нототении являются 4 вторичнопелагических вида, принадлежащие к тому же подсемейству плеураграммины: антарктическая серебрянка (Pleuragramma antarcticum), гвоздарь Световидова (Gvozdarus svetovidovi) и 2 вида клыкачей рода Dissostichus.